# Mary Morello
Pour les articles homonymes, voir Morello.
 (août 2015).
Le contenu est difficilement compréhensible vu les erreurs de traduction, qui sont peut-être dues à l'utilisation d'un logiciel de traduction automatique.
 (novembre 2022).
Si vous disposez d'ouvrages ou d'articles de référence ou si vous connaissez des sites web de qualité traitant du thème abordé ici, merci de compléter l'article en donnant les références utiles à sa vérifiabilité et en les liant à la section « Notes et références ».
Mary Morello (née le 1er octobre 1923 à Marseilles, Illinois) est la fondatrice de Parents For Rock and Rap (les parents pour le rock et le rap), mouvement opposé à la censure dans la musique. 

## Biographie
Son ex-mari était un guérilléro lors de la révolte des Mau Mau au Kenya dans les années 1950. Son beau-frère est le premier président élu du Kenya. Elle est la mère du guitariste de Rage Against the Machine et d'Audioslave, Tom Morello.
En 1954 elle obtient un master en Histoire de l'Afrique et de l'Amérique latine de l'Université Loyola de Chicago. Elle passe le restant de la décennie à enseigner l'anglais en Allemagne, en Espagne et au Japon, voyageant sur un cargo.
De 1960 à 1963, elle va au Kenya, où elle se marie avec Ngethe Njoroge, un révolutionnaire kenyan qui sera plus tard le premier délégué kenyan aux Nations unies. Il été impliqué dans le soulèvement des Mau-Mau (1950-1960) qui libéra le Kenya du joug britannique en 1963.
En 1960, Morello est impliquée dans le mouvement des droits civiques et du NAACP. Elle est milite également au sein de la Chicago Urban League.
En 1964, elle et son mari déménagent pour Harlem (New York), où elle donne naissance à son fils Tom Morello, né le 30 mai 1964. Tom est connu pour être un des membres du groupe Rage Against the Machine et l'ancien membre d'Audioslave et de Lock Up. Il deviendra l'un des meilleurs guitaristes du monde, classé 40e par le Rolling Stone Magazine.
Après son divorce alors que Tom a 1 an, elle et son fils déménagent pour Libertyville (Illinois), dans la banlieue de Chicago en 1965. Elle obtient un travail à la Libertyville High School en enseignant l'éducation civique et l'histoire des États-Unis. En 1987, elle quitte son travail après 22 ans, et fonde Parents For Rock And Rap contre la censure pour faire contre-poids au Parents Music Resource Center de Tipper Gore.
Elle fit trois voyage en URSS, y compris en Sibérie et en Mongolie.
En 1991, elle et beaucoup d'autres luttent contre la législation proposée à Washington intitulée S.983, ou Pornography Victims Compensation Act. (plus tard appelée S.1521). La législation est officiellement enterrée grâce l'activisme populaire anti-censure. Le 24 juin 1996, elle reçoit le Hugh M. Hefner First Amendment Award en arts et divertissement pour son travail au sein de Parents For Rock And Rap.
En automne de l'année 1991, elle commence un travail en tant qu'enseignante bénévole au centre de réhabilitation de l'Armée du salut à Waukegan, (Illinois) où elle enseigne à lire et à écrire à des adultes. Elle est aussi impliquée dans la Cuba Coalition, où elle travaille pour le retrait de l'embargo contre Cuba.
Lors d'un concert des Rage Against the Machine en 1994, elle les présenta au public en ces termes : « Best Band in the Fucking Universe ». Le 24 août 2007, pour la Rage Against The Machine reunion, elle fit une autre apparition mémorable.
Elle est aussi connue pour son implication lors du débat en 1999 sur l'incarcération de Mumia Abu-Jamal dans le couloir de la mort, inculpé pour le meurtre par balle d'un policier de Philadelphie. Dans un éditorial elle écrit :

« When a cop is shot someone must be found guilty. As my son Tom says, "...all rational thinking goes out the window." A cop being killed is no different that any other person being killed. They choose their profession. »

En 2007 elle fait un podcast avec Cindy Sheehan appelé The Mary Morello and Cindy Sheehan Show.